# Station Ougrée
Station Ougrée is een spoorwegstation langs spoorlijn 125A (Flémalle - Angleur bij Luik) in Ougrée, een deelgemeente van de stad Seraing.
Het station werd op 3 juni 1984 gesloten en samen met station Seraing heropend voor NMBS-passagierstreinen op 10 juni 2018.

## Treindienst
| Serie | Treinsoort          | Route                                                 | Bijzonderheden                                 |
| ----- | ------------------- | ----------------------------------------------------- | ---------------------------------------------- |
| S 42  | S-trein Luik (NMBS) | Liers – Luik-Guillemins – Ougrée – Flémalle-Haute     |                                                |
| S 44  | S-trein Luik (NMBS) | Landen – Borgworm – Momalle – Luik-Guillemins – Wezet | Rijdt in het weekend Landen - Luik-Guillemins. |

## Reizigerstellingen
De grafiek en tabel geven het gemiddeld aantal instappende reizigers weer op een week-, zater- en zondag.
| Tabel: aantal instappende reizigers station Ougrée | Tabel: aantal instappende reizigers station Ougrée | Tabel: aantal instappende reizigers station Ougrée | Tabel: aantal instappende reizigers station Ougrée |
|                                                    | Weekdag                                            | Zaterdag                                           | Zondag                                             |
| -------------------------------------------------- | -------------------------------------------------- | -------------------------------------------------- | -------------------------------------------------- |
| 2018                                               | 60                                                 | 19                                                 | 13                                                 |
| 2019                                               | 65                                                 | 31                                                 | 21                                                 |
| 2020                                               | 61                                                 | 20                                                 | 31                                                 |
| 2021                                               | -                                                  | -                                                  | -                                                  |
| 2022                                               | 125                                                | 37                                                 | 34                                                 |
| 2023                                               | 166                                                | 38                                                 | 36                                                 |
| 2024                                               | 147                                                | 30                                                 | 45                                                 |

1,2: Kinkempois ·
3,1: Renory ·
4,9: Ougrée ·
6,5: Seraing ·
8,8: Val-Saint-Lambert ·
10,5: Rue-Borgnet ·
11,0: Flémalle-Haute